# Juli Ossipowitsch Hurwitz
Juli Ossipowitsch Hurwitz (russisch Юлий Осипович Гурвиц; * 1882 in Moskau; † 22. Februar 1953 ebenda) war ein russischer Mathematiker und Hochschullehrer.

## Leben
Hurwitz besuchte in St. Petersburg die Petrischule mit Abschluss 1901. Es folgte das Studium an der physikalisch-mathematischen Fakultät der Universität Moskau, das er 1907 mit einem Diplom 1. Klasse abschloss. Er arbeitete nun als Mathematiklehrer an Moskauer Jungen- und Mädchenschulen.
Nach der Oktoberrevolution wurde Hurwitz Mittelschuldirektor in Moskau. 1918 wurde er Mitglied des Präsidiums der Gouvernementsabteilung der Arbeitergewerkschaft für Aufklärung. Ab 1922 leitete er die Schulabteilung in der Moskauer Abteilung für Volksbildung. Er lehrte Mathematik am Pädagogischen Profintern-Technikum, der früheren Elisabeth-Schule, und später an Arbeiterfakultäten sowie an der Arbeiterfakultät beim NKWD. 1930–1934 führte er den Lehrstuhl für Mathematik des Moskauer Instituts für Bauingenieurwesen. Gleichzeitig lehrte er am Stalin-Arbeiterabendinstitut (bis 1937), am Pädagogischen Institut der Oblast Moskau (dem bisherigen Profintern-Technikum) und ab 1938 am neuen Moskauer Institut für Lehrerfortbildung. Von 1935 bis zu seinem Tode war er Mathematiklehrer an der Moskauer Schule Nr. 175 (dem früheren Kreiman-Gymnasium).
1943 wurde Hurwitz als Verdienter Schullehrer der RSFSR ausgezeichnet sowie 1944 als Bester der Volksaufklärung der RSFSR. Er erhielt 1944 den Orden des Roten Banners der Arbeit und 1946  die Uschinski-Medaille. 1945 wurde er Mitglied der KPdSU. 1947 wurde Hurwitz Dozent und Dekan der physikalisch-mathematischen Fakultät des Moskauer Lehrerinstituts und 1952 Dozent am Lehrstuhl für Mathematik des Moskauer Lenin-Instituts für Pädagogik.
Seit 1918 veröffentlichte Hurwitz Fachartikel für Mathematiklehrer, wobei die Methodik einer der Schwerpunkte war. Zusammen mit Rudolf Gangnus verfasste Hurwitz das bekannte Lehrbuch der Geometrie in zwei Teilen (1932 und 1934) und 1935 ein einführendes Lehrbuch der Geometrie. Diese Lehrbücher wurden in die in der UdSSR wichtigen Sprachen übersetzt (Jiddisch, Polnisch, Deutsch, Udmurtisch und andere). 1936 erfuhren die Lehrbücher Kritik von Gregor Michailowitsch Fichtenholz, Lew Genrichowitsch Schnirelman, Sergei Alexejewitsch Christianowitsch, Lasar Aronowitsch Ljusternik und Felix Ruwimowitsch Gantmacher, die durch eine Resolution der Moskauer Mathematischen Gesellschaft zurückgewiesen wurde.
Hurwitz war der Großvater des Mathematikers Wladimir Michailowitsch Tichomirow.